# クレヨンしんちゃん 伝説を呼ぶブリブリ 3分ポッキリ大進撃
『クレヨンしんちゃん 伝説を呼ぶブリブリ 3分ポッキリ大進撃』（クレヨンしんちゃん でんせつをよぶブリブリ さんぷんポッキリだいしんげき）は、2005年4月16日に公開された『クレヨンしんちゃん』の劇場映画シリーズ13作目。

## 概要
本作品から監督が水島努からムトウユージに変更された。サブタイトルの「嵐を呼ぶ〜」が「伝説を呼ぶ〜」に変更された（次々回作で元に戻った）。上映時間は96分。興行収入は13億円。観客動員数は117万人。またこの年は映画ドラえもんが同作品のリニューアルにより公開されなかったため、シンエイ動画製作の2005年公開の映画は本作1本のみとなっている。
スタッフはテレビシリーズに参加していないクリエイターも多く参加した。原恵一が劇場版クレヨンしんちゃんに関わった最後の作品でもある。また、ムトウユージは、ほかの年の劇場版に比べてかなりスケジュールがキツかったと語っている。
ゲスト声優は俳優の村井国夫（現・村井國夫）と、お笑い芸人の波田陽区。村井は映画オリジナルキャラクターでキーパーソン・ミライマンを演じており、今作から毎年ではないがゲスト声優が重要キャラクターを務めるようになった。
古今、ジャンルを問わぬ日本のアニメ、特撮キャラクターパロディのオンパレードとなっており、オープニングで展開されるアクション仮面の作品描写は、スケルトン教授やオサル提督モンキッキー、メケメケZなど歴代の怪人たちを再生させ、一斉に戦わせるなど『仮面ライダー』をはじめとする特撮ヒーロー物の正統派の作りとなっている。ムトウは、しんのすけが怪獣と戦う面白さに重点を置き、ストーリーはなくてもよいというぐらいの気持ちであったと述べている。
なお、彼らが変身するヒーローは「ウルトラマン」のオマージュで、タイムリミットが3分間というのはそれを表している。また、今作品の主役ともいえる怪獣たちの多くは、日本を代表する怪獣たちのパロディとして登場する。
本作のパンフレットには、特撮怪獣やヒーローの能力を科学的に検証する『空想科学読本』シリーズで知られる柳田理科雄のコラムが掲載されており、本作の「しんのすけマンのオナラによる飛行」、「怪獣・ラビビーン関根の電撃と名前」を分析している。
また、映画クレヨンしんちゃんのポスターが作中に出てくる。

## あらすじ
ある夜、春日部に謎の巨大怪獣が現れ、野原家を跡形も無く潰していった……。という夢を、ソフビ怪獣・シリマルダシを抱きながら見ていたしんのすけ。シリマルダシを投げると、今度はアクション仮面のソフビ人形に持ち替えて別の夢を見始める。その夢の中でしんのすけは、アクション仮面と力を合わせ怪人軍団を倒してミミ子を助け出し、アクション仮面から「正義の心得」を教わる。
そして朝。いつも通りにみさえは朝食を作り、ひろしは会社に出勤、しんのすけは幼稚園へ。だが、いつも通りにしんのすけはお迎えのバスに乗り遅れてしまい、みさえはまた自転車でしんのすけを幼稚園に送る事になった。家に帰ったみさえは朝食にカップラーメンを用意するが、くたびれてそのままうたた寝をしてしまった。
そこに、掛け軸の裏から光を放ちながら宙を舞う物体が現れる。発光体はカップラーメンの匂いにつられ、そばに転がっていたシリマルダシの人形に憑依してつまみ食い。が、運悪くその光景をみさえに目撃されてしまった。二進も三進もいかなくなった物体は仕方なくみさえに事情を説明、自らが未来からやって来た時空調整員・「ミライマン」であると語った。本来は野原家に来る予定はなかったが、余りの空腹のためにカップラーメンの誘惑に負けてここへ来てみさえに見付かってしまい、大変なことになったとミライマンは激しく後悔する。
野原一家はミライマンに掛け軸の裏を通じて3分後の世界へ連れて行かれた。そこは東京タワーの近隣のビルの屋上に通じており、東京タワーの上空には繭のようなものが浮かび、怪獣が街を襲っていた。ミライマンは時空の乱れが原因で怪獣が次々に出現しており、3分後の未来へ行って怪獣を倒さないと危機が現実になってしまうと告げ、一家に協力を依頼。一家は怪獣退治のために、ミライマンが宿っているシリマルダシの人形を媒介にミライマンの力と正義の心で自由自在に変身する能力を得て怪獣に立ち向かっていく。
しかしやがて、自分たちが世界を守っているのだと有頂天になったひろしとみさえは怪獣退治に没頭して日常生活を疎かにするようになり、しんのすけは両親に代わってひまわりの面倒をみることになる。そんなある日の朝、いつものようにしんのすけを迎えにやってきた幼稚園の先生達は野原家の様子がおかしい事に気付き、幼稚園にやって来たしんのすけから事情を聞きだそうとする。その時、春日部のデパートが一部崩壊、風間の母が巻き込まれて負傷したという知らせが入ってきた。時を同じくして、東京タワーの上空には暗雲が垂れ込め、3分後の世界にある筈の怪獣の繭が現れる。もしやと思い家に急ぎ戻ったしんのすけは、そこで傷付いたひろしとみさえの姿を見る。3分以内では倒せないほどの強力な怪獣が現れ、その戦いの余波で現在の世界に被害が出てしまった。その直後更に強力な怪獣が出現、ひろしとみさえは手が出ないと匙を投げてしまう。
そこで「ひま（ひまわり）に女子大生になってもらって素敵なおにいさまって友達に紹介してもらう」ために、しんのすけが立ち上がる。

## 登場人物
ミライマン
その名の通り未来からやって来たヒーロー。怪獣シリマルダシのソフビ人形に取り憑き、野原一家と共に3分後の未来に現れるという怪獣の退治に乗り出す。本来の姿は発光する光の球で、この状態では何かに触れることもできない。
野原一家がシリマルダシの人形を掲げると、それぞれのヒーローの姿に変身できる。

しんのすけマン
しんのすけが変身したヒーロー。作中では自ら名乗ることが無かったがエンディングで名称が判明している。ウルトラマンを彷彿とさせる姿をしている。股間部に黄色い球が付いており、ここから吸収光線を発射する。
尻は露出しており、オナラを燃やして空を飛ぶ（その為オナラが切れると飛行できなくなる）。このオナラは攻撃にも使用できる。怪獣ギター侍戦ではギター侍同様の姿に変身した。

プリティミサエス
みさえが変身したヒーローその1。眼鏡をかけた青緑色のツインテールヘアの魔法少女で、服のパターンは2種類。星形の乗り物に乗って空を飛ぶ。魔法の杖から放つ吸収光線「シャイニングドリーマー」と同じく魔法の杖から放つ光線「Love letter from Canada.For you」、魔法の杖を変形させた「アルティメットハンマー」を武器とする他、ハートマーク型のバリアーを張ることもできる。当初は正体を現さなかったが、現した後はしんのすけから「母ちゃんおねいさん」と呼ばれている。
なお、この形態のみ声が福圓美里に変わっている。

セクシーみさえX
みさえが変身したヒーローその2。赤いロングヘアーのセクシーな美女で、服のパターンはメイド服とレオタードの2種類。いずれも肌の露出度は高い。
プリティミサエス同様に星形の乗り物に乗って空を飛ぶ。メイド服時は掃除機、レオタード時はカッターにもなる帽子と敵を拘束し吸収する光線「ライトニングハート」を武器とする。ゴロドロ戦時には魔法の杖からビームのようなものを発射していたが、名称は不明。

マーメイドミサエリアス
みさえが変身したヒーローその3。人魚の姿で、水中戦を得意とする。敵を巨大な水流に巻き込む「マーメイドウォータースパウト」が必殺技。この形態では普通に空中を飛べる。
みさえが変身するヒーローの共通点は魔法の杖を持っていることであり、この形態でも使える。

野原ひろしマン
ひろしが変身したヒーロー。白の全身タイツに初心者マークを額と胴体に付けたその1、筋肉質で胸に「ひ」の字が描かれた全身タイツを着用し髪型の整ったスーパーマンに似た姿のその2、競泳水着のような全身タイツを着用したその3がある。
その1の腹部の初心者マークは巨大化して盾になる他、エアバッグを作り出すこともできる。その2は肉弾戦をメインとする他、ファ・イヤーンの火を全て吹き消す程の息を吹く。またその1と同じように胸の「ひ」は巨大化して盾になる。その3の出番は最終決戦時に一瞬登場したのみ。

ひまわり
固有名詞は特に無い。帽子を被ってアヒルのおまるの形をした乗り物に乗っている。この状態で放つ泣き声は凄まじい電撃攻撃になる。

シロ
ひまわり同様に固有名詞は特に無く、胴体が大型犬のようになっている点くらいしか変わっていない。劇中では一切技を使用することはなかった。

アクション仮面
冒頭のしんのすけの夢の中に登場。しんのすけに「正義の答えは自分で出すものだ」と教えた。終盤戦に怪獣クリラが変身・実体化した姿で登場。オリジナル同様にアクションビームを撃てる。

カンタムロボ
終盤戦に怪獣ババンバ・バンが変身・実体化した姿で登場。オリジナル同様に空を飛べ、カンタムパンチを放てる。

ぶりぶりざえもん
ラビビーン関根が変身・実体化したヒーロー。立体的な姿ではなく、紙に書かれた姿で実体化した。その為喋ることができず、当初しんのすけ達も気付くのに時間がかかった。オリジナル同様におたすけ料を請求する。
紙なので戦闘力も無く、何の見せ場も無いまま一瞬で吹っ飛ばされた。その後紙に戻った状態でしんのすけの手元に戻った。

## 登場怪獣
現在から3分後の時空に東京タワーの上に出現した繭と共に現れて世界を滅ぼすとされる存在。
ミライマンの語る所によるとその正体は時空の歪みによってこの世界に流れ込んできた実体の無いエネルギー体であり、倒されても死ぬわけではなく元のエネルギー体に戻り、その後にミライマンによって吸収される事で彼の中に集められている。
ゴロドロとの戦いでは一部の怪獣のエネルギーがしんのすけの意識に反応してアクション仮面、カンタムロボ、ぶりぶりざえもんの姿になって現れ、ゴロドロを倒す為に協力し野原一家に力を与えた。また他の怪獣達も野原一家全員を巨大化させた。
クリラ
最初に登場した怪獣。二足歩行で、口から青い火炎を吐く。プリティミサエスに火炎を跳ね返されて倒れた後そのまま吸収された。
名前はゴジラの名前の由来となったゴリラとクジラを逆につないだもの。自分を守ってくれた野原一家にアクション仮面の姿で協力した。
ラドンおんせん
大きな翼を持ち、空を自由に飛びまわる。ビルに叩き付けられたひろしに突撃しようとするが、エアバッグに激突して自滅した。
名前は『空の大怪獣ラドン』等に登場した怪獣のラドンとラドン温泉をかけたもの。
ギュー・ドン
人型の体に牛の頭がついた姿の怪獣。ひろしとの肉弾戦の末敗北した。
ラビビーン関根
ウサギに似た外見で、耳から8200万ボルトの電撃を放つ。柳田理科雄の計算によれば、この電撃は16m40cmまでしか届かない（人間の大人が40cm先しか攻撃できないのと同じ）とのこと。
名前の由来は関根勤の昔の芸名「ラビット関根」。自分を守ってくれた野原一家にぶりぶりざえもんの姿で協力した（特に活躍せず敗れた）。
ババンバ・バン
ゴジラタイプの外見で、首周りの電磁エリマキが特徴。ひろしの靴下の臭いで電磁エリマキが消え敗れた。自分を守ってくれた野原一家にカンタムロボの姿で協力した。
ファ・イヤーン
全身が高熱の炎に包まれておりその炎を飛ばせる。正体は貧相で恥ずかしがり。「ヒ」や「ファイヤー」としかしゃべれないがひろしに炎を吹き消され正体が出た時「イヤーン」と言った。
怪獣・波田陽区
波田陽区の持ちネタ「…〜斬りっ!!」によって野原家や周りのビルを破壊する。
波田陽区に扮したしんのすけの尻でギターを壊され、「拙者のお尻にはおでき出来ていますから…切腹〜！」と言い敗れた。
カマデ
ムカデに似た身体にカマキリに似たカマに竜に近い顔の怪獣で、鋭いカマで攻撃する。セクシーみさえXの掃除機でまるごと吸収された。
キリキリマイ
カタツムリに似た姿の怪獣。
2960
鳥の翼を持ち、マッハ6で空を飛ぶ。ひまわりを捕えたまま空を飛ぶが、直後に泣き声攻撃の直撃を受け倒された。
ピースくん
カニに海老の尾を付け足したような姿の怪獣。セクシーみさえXに両腕を切断された後ライトニングハートを喰らって倒された。
カトリーヌ三世
昆虫と鳥を合わせた怪獣。
タナ・シ
風船のような体を持つ怪獣。空気を吸い一気に放出し攻撃する。威力はしんのすけの尻から出す空気と互角。
サバシオ
巨大な黄色い鱗の魚型の怪獣。マーメイドミサエリアスのマーメイドウォータースパウトを喰らって倒された。TV放映では出番をカットされたため登場しない。
ポチタマタロミケ
赤の犬と緑の猫の計4つの首を持ちコウモリのような翼を持つ宇宙大怪獣。シロと戦ったが、詳細は不明。『ゴジラ』シリーズに登場した宇宙怪獣キングギドラのパロディ。
ゴロドロ
桃色の泥のような体を持ち、目や口が多数ある不定形の怪獣で、あらゆる攻撃を無効化してしまう。その特性と目から出す光線で野原一家を苦戦させ、出動した自衛隊の戦闘機も返り討ちにするが、実は悪臭が苦手という弱点があり、それに気付いた野原一家の作戦で、アクション仮面とカンタムロボの連携で口を開けさせられ、そこにしんのすけのオナラを受けて倒された。ミライマンによれば「最後から2番目くらいの怪獣」。
にせしんのすけマン
最後に現れた怪獣。「この世界で最も強い存在」＝しんのすけの容姿をコピーしているため、しんのすけと瓜二つ。姿はしんのすけが変身した「しんのすけマン」（ウルトラマンのパロディ）に酷似するが、本物と違って股間の玉が黒く（しんのすけマンのものは金色）体の色が左右反転している。
自分が「この世で最も強い存在」になるためしんのすけを倒そうと襲い掛かるも、ひろしの靴下とカンタムパンチの連係プレーで東京タワーに激突し落下しかけるが「強い人は弱い人を助けるものだから」というしんのすけに捨て身で救われ、その後みさえのグリグリ攻撃で倒された。最後の怪獣ではあるが、特にゴロドロほどの強さを見せつける事はなかった。
時空怪獣大図鑑では「X」という表記で現されている
元ネタは『ウルトラマン』に登場したザラブ星人が変身したにせウルトラマン。東京タワー上空に現れた繭は『モスラ』のパロディ。

## キャスト
- 野原しんのすけ / にせしんのすけマン  - 矢島晶子
- 野原みさえ - ならはしみき
- 野原ひろし - 藤原啓治
- 野原ひまわり - こおろぎさとみ
- シロ / 風間くん - 真柴摩利
- ネネちゃん - 林玉緒
- マサオくん - 一龍斎貞友
- ボーちゃん - 佐藤智恵
- よしなが先生 - 高田由美
- 園長先生 - 納谷六朗
- 隣のおばさん - 鈴木れい子
- 部長 - 郷里大輔
- アクション仮面 - 玄田哲章
- 桜ミミ子 - 小桜エツ子
- カンタムロボ - 大滝進矢
- 怪人カマキリン - 大川透
- 怪人 - 岩波裕、小林真彦、佐々木隆行、東明弘、前野強
- プリティミサエス - 福圓美里
- ミライマン - 村井国夫
- 怪獣・波田陽区（怪獣・ギター侍） - 波田陽区（特別出演）
- 坂井真紀（TVリポーター） - 坂井真紀（特別出演）
- TVアナウンサー - 佐々木正洋（テレビ朝日アナウンサー）
- カメラマン - 大西健晴
- ホステス - 中村千絵、瀬那歩美

## スタッフ
| 原作                             | 臼井儀人 (らくだ社) |
| 脚本                             | きむらひでふみ ムトウユージ |
| 作画監督                         | 原勝徳 大森孝敏 針金屋英郎 間々田益男 |
| キャラクターデザイン             | 原勝徳 |
| 美術監督                         | 川口正明 古賀徹 |
| 撮影監督                         | 梅田俊之 |
| ねんどアニメ                     | 石田卓也 |
| 編集                             | 岡安肇 岡安プロモーション 小島俊彦 中葉由美子 村井秀明 |
| 音楽                             | 若草恵 荒川敏行 澤口和彦 CHIKA |
| 録音監督                         | 大熊昭 |
| チーフプロデューサー             | 茂木仁史 太田賢司 木村純一 |
| 監督                             | ムトウユージ |
| 絵コンテ                         | ムトウユージ 榎本明広 増井壮一 きむらひでふみ 原恵一 |
| 原画                             | 末吉裕一郎 高倉佳彦 林静香 和泉絹子 榎本結 重本雅博 牧原亮太郎 赤田信人 平川哲生 高橋晶 尾鷲英俊 松下浩美 茂木琢次 山口保則 長谷川哲也 小島亜妃 植村淳 辻繁人 松井理和子 大隈孝晴 増田敏彦 佐々木政勝 石川貴正 堀剛史 いずみひろよ 奥村幸子 谷口淳一郎 亜加木博昭 加来哲郎 金子志津枝 吉田正幸 松下佳弘 一二三進 樋口善法 今野淑子 橋本とよ子 角張仁美 山崎猛 松山正彦 石井邦幸 石井智美 大武正枝 小島彰 さくましげこ 門脇孝一 若松孝思 木村陽子 入江康智 長島崇 斉藤愛 中野江美 鈴木信也 斉藤里枝 佐藤充夫 新妻大輔 柴田拓朗 原勝徳 大森孝敏 針金屋英郎 間々田益男 |
| 怪獣デザイン                     | 末吉裕一郎 |
| 動画                             | 京都アニメーション 村山健治 中野恵美 佐藤綾 栗田智代 木透富子 清原美枝 定村ゆきな 安部篤子 紅林誉子 黒田比呂子 伊東優一 田中里美 檜垣彰子 大橋由巳 棗田麻奈美 古川かおり 東野伊佐子 川崎洋平 井上真希 丸本光徳 遠藤亜矢子 じゃんぐるじむ 妻藤一治 西村美幸 門田明代 小西富洋 新村杏子 八木綾乃 中村真由美 松田晃司 中村直人 東田晴子 大西珠与 荒木香菜子 スタジオ九魔 玉木史朗 河合雅子 大城真理 五十嵐直子 Somsak Mahamongkoi Wandee Vijittahamasarn Sumruay Chaipanyawong DIGITAL ENGINE スタジオたくらんけ OH!プロダクション P.A.WORKS アニメトロトロ 原佳寿美 松村舞子 吉田浩美 加来由加里 原口ちはる 大谷美里 山西晃嗣 澤田裕美                                               |
| 動画チェック                     | 小原健二 中峰ちとせ |
| 色彩設計                         | 野中幸子 |
| 色指定                           | 蝦名佳代子 |
| 仕上                             | 京都アニメーション 竹田明代 下浦亜弓 津田幸恵 宮田佳奈 西澤真理子 今泉ひとみ 石田奈央美 江田美穂子 胡恵美 相澤朝子 佐々木祥子 嶋智子 川合靖美 木村好子 山森愛弓 宿谷葉子 一ノ瀬益美 田口真由美 小浦千代美 特効 三浦理奈 ライトフット 今泉ひろみ 杉浦友紀 吉村恵子 竹之内咲子 光井朋夏 渡辺桂子 守屋理恵 井口美幸 黒木智子 玉木千春 梶川明美 山崎大輔 石塚一規 井上喜代美 トレーススタジオM 今泉ひろみ 松浦友紀 吉村恵子 竹之内咲子 光井朋夏 そよか 守屋理恵 井口美幸 黒木智子 玉木千春 濱田みゆき 澤田清香 渡辺美穂 山崎大輔 石塚一規 井上喜代美 オフィスフウ 島田信行 鈴木仁子 斎藤あや子 早川恵美 飯島理恵 高木美恵 Wish 石川直樹 伊藤敦子 伊藤良樹 楢﨑義隆 山崎久美子 村上由恵 |
| 背景                             | スタジオユニ 中村隆 松本吉勝 森尾麻紀 楠元祐也 村上良子 河合伸治 石黒恵美子 池田玲子 越膳滝美 岡部真由美 アトリエローク 関富美江 沼井信朗 森元茂 下山和人 川井憲 浜名お孝 高野正道 岡亜群 宇井奈矢 |
| コンポジット撮影                 | アニメフィルム 手塚智鶴子 松澤秀子 市川智 土岐浩司 鈴木浩司 桶田一展 井上江美 大森美奈子 藤野昭彦 花井延昌 倉田佳美 山田廣明 |
| 撮影協力                         | ライトフット 箭内光一 河合有紀子 角野弘明 ひらきようこ 熊井裕士 大崎由紀子 白井翼 中村早智 牧野真人 |
| ねんどクルー                     | 石田尚美 市川明恵 上田佑美 川崎美和子 田中陽子 難波佑季 平山志保 木村崇信 (OLM digital) 志賀剛 (照明) |
| CGI                              | つつみのりゆき |
| OP・ENDテロップ                  | 柏原健二 |
| 録音スタジオ                     | APU MEGURO STUDIO |
| 1stミキサー                      | 大城久典 |
| 2stミキサー                      | 内山敬章 山本寿 |
| 音響効果                         | フィズサウンドクリエイション |
| 効果                             | 松田昭彦 原田敦 |
| 効果助手                         | 庄司雅弘 北方将実 |
| 音響制作                         | AUDIO PLANNING U |
| 音響制作デスク                   | 中村友子 |
| 音楽協力                         | イマジン 斉藤裕二 |
| スコアミキサー                   | 中村充時 |
|                                  | ドルビーデジタル・サラウンドEX 一部上映館を除く |
| ドルビーフィルム・コンサルタント | 河東努 森幹生 コンチネンタルファーイースト(株) |
| デジタル光学録音                 | 西尾昇 |
| 連載                             | 双葉社 月刊漫画タウン jourすてきな主婦たち 漫画タウンオリジナル |
| 編集データ管理                   | 三宅圭貴 |
| 現像                             | 東京現像所 |
| プロデューサー                   | 和田泰 西口なおみ (テレビ朝日) すぎやまあつお (ADK) |
| アシスタント プロデューサー      | 吉川大祐 (テレビ朝日) |
| 制作デスク                       | 吉田有希 馬渕吉喜 |
| 制作進行                         | 長南佳志 西川昭彦 岡田麻衣子 荒木元道 山﨑智史 |
| 制作                             | シンエイ動画 テレビ朝日 ADK |
|                                  | ©臼井儀人／双葉社・シンエイ動画・テレビ朝日 2005 |

## 主題歌
- オープニング - 「ユルユルでDE-O!」
  - 作詞：ムトウユージ／作曲・編曲：中村康就／歌：のはらしんのすけ（声：矢島晶子）（コロムビアミュージックエンタテインメント）
- エンディング - 「Crayon Beats」
  - 作詞・歌 - AI／作曲 - AI、日野賢二、DJ YUTAKA for 813／編曲 - 日野賢二、DJ YUTAKA for 813（UNIVERSAL JAPAN）

## 関連観光地
- 東京タワー
- 六本木ヒルズ
- テレビ朝日
- 泉ガーデンタワー
- タカシマヤタイムズスクエア
- さっぽろテレビ塔
- 京都タワー
- 福岡タワー

全て実在するものとして登場している。また、シンエイ動画社屋や西東京市、スカイタワー西東京も登場している。

## DVD・Blu-ray
- DVD - 2005年11月25日にバンダイビジュアルより発売。なお、5年後の2010年に価格を下げたいわゆる康価版が発売されている。
- Blu-ray - 2023年8月30日にバンダイビジュアルより発売。

## テレビ放送
- 2006年4月1日にテレビ朝日系列で放送。一部シーンがカットされている。